# 회색앵무

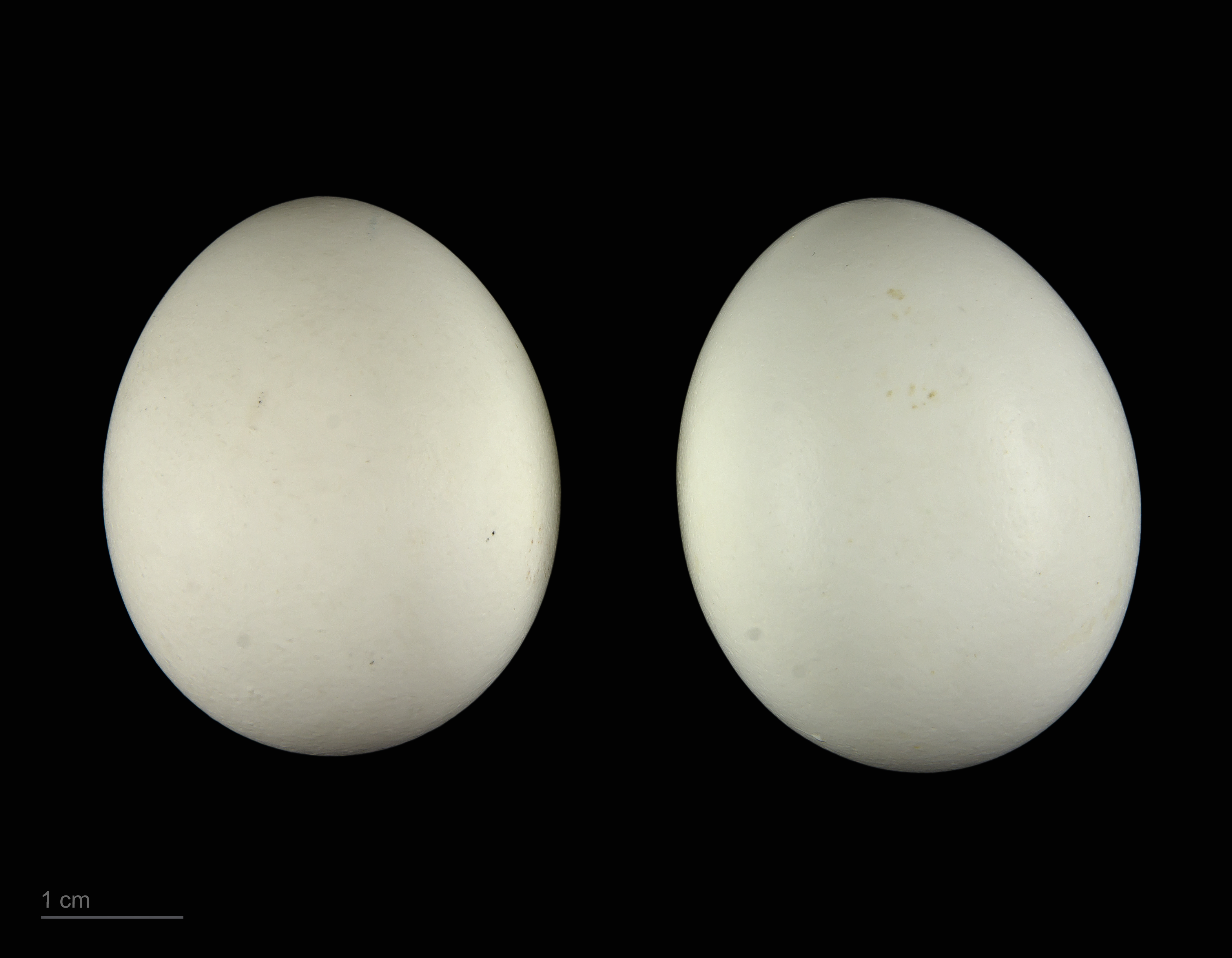
Psittacus erithacus

회색앵무(Grey Parrot)는 앵무과의 동물이다.
야생종은 아프리카 중부지역에 주로 분포하고 있다.
하위종으로 팀네 회색앵무와 콩고 회색앵무가 있다.

## 외형
이름 답게 몸의 깃털이 회색이나, 꼬리부분은 붉은 색을 띈다. 변종의 경우 몸통이 꼬리깃처럼 붉은색을 띄기도 한다.
몸길이는 약 33cm에 체중은 300~500g 정도이다.

## 지능
새 중에서 지능이 뛰어나다고 알려진 앵무과 중에서도 가장 지능이 뛰어난 종으로 알려져 있다. 일반적으로 회색앵무의 지능은 인간의 4~6세 정도의 지능과 비슷하다고 추측되고 있다. 지능이 높은 만큼 애완용 회색앵무의 경우 주인을 잘 따르는 성격이라고 한다.
높은 지능으로 인해 스트레스가 심하게 쌓이면 자해를 하는 경우도 있어서, 회색앵무를 키우는 경우 주의를 요하고 있다.
회색앵무의 높은 지능을 대중들에게 알려진 계기는 미국의 아이린 페퍼버그(Irene Pepperberg) 박사에 의해 훈련받은 알렉스에 의해서였으며, 알렉스는 100개의 단어를 외우고 50개의 사물을 식별하며, 감정표현을 하기도 하였다.